# Château Olivier

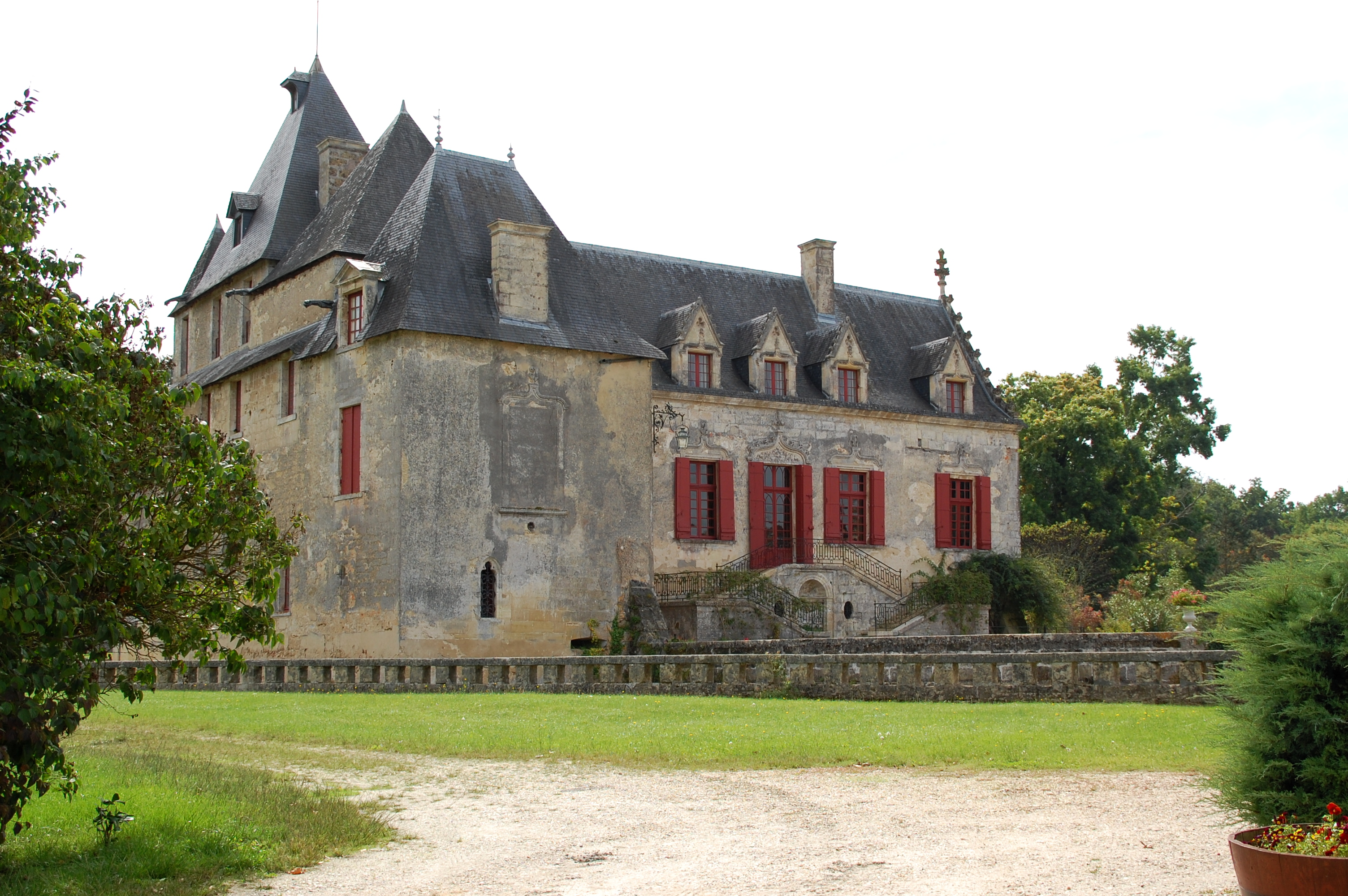
Château Olivier

Das Château Olivier ist ein 220 ha großes Bordeaux-Weingut in der französischen Gemeinde Léognan im Département Gironde in Frankreich. Der Rot- und Weißwein ist als AOC Pessac-Léognan im Graves klassifiziert. Das Weingut befindet sich in Besitz der Bordelaiser Familie Bethmann und wird von Jean-Jacques de Bethmann bewirtschaftet.

## Geschichte
Die Geschichte dieses prachtvollen Châteaus geht bis ins Mittelalter zurück. Im später 15. Jahrhundert gehörte es einem lokalen Adligen namens Rostand d'Olivey. Der Schwarze Prinz soll auf dem Schloss ebenso zu Gast gewesen sein, wie Bertrand du Guesclin. Nach zahlreichen Besitzerwechseln gehört es sein Anfang des 20. Jahrhunderts der Familie de Bethmann, die ihr Weingut in den letzten Jahren der Führung von Laurent Lebrun anvertraut hat. Der Wein vom Château Olivier wurde 1953 klassifiziert, sowohl der rote als auch der weiße.

## Weinberge
Im Laufe der letzten Jahre hat das Weingut Château Olivier beträchtliche Investitionen gemacht. Eine sehr spezielle geologische Untersuchung hat neues Potential auf dem Gelände festgestellt; und neue Pflanzungen haben es dem Weingut ermöglicht ihren Ruf des 18. Jahrhunderts wiederherzustellen, nachdem die Grundstücke entfernt wurden, die die schlechteste Qualität erbrachten. Zu dem Gut gehören auch Getreidefelder, und eine Forst- und Viehwirtschaft.
Der Weinberg von 55 Hektar (45 ha Rot, 10 ha Weiß) besteht aus kompaktem Kiesboden, schweren Mergel, Mergel und Kalksteinen aus dem Miozän. Die angebauten Rebsorten der Rotweine sind zu 45 % Merlot, 45 % Cabernet Sauvignon und 10 % Cabernet Franc. Das der Weißen liegt bei 55 % Semillon, 40 % Sauvignon Blanc und 5 % Muscadelle.
Das Durchschnittsalter der Reben beträgt 20 Jahre für Rot- und 30 Jahre für die Weißen. Sie sind bei hohen Dichten im Bereich von 7000 bis 10.000 Pflanzen / ha gepflanzt.
Im Jahr 2008 schlossen sich neben Château Olivier noch 16 Weingüter des Bordeaux, darunter so namhafte wie Château d’Yquem, Château Suduiraut und Château La Tour Blanche in einem Gemeinschaftsprojekt zusammen, mit dem Ziel, bei knapper werdendem Rebmaterial eigene Klone der Rebsorte Sémillon nachzuziehen.

## Wein
Der Weinberg trägt zu 75 % Rotwein und zu 25 % Weißen. Das Château produziert einen Zweitwein, der Seigneurie d’Olivier genannt wird.